# Viva el rey, muera el mal gobierno
El lema Viva el rey, muera el mal gobierno fue una arenga de propaganda propio de las revueltas en el Antiguo Régimen en el mundo hispánico (ajenas a tendencias Radicalistas). Consignaba en el soberano la defensa de sus súbditos (del Común) por las injurias que recibía de sus subordinados del Rey (las autoridades), sirviendo como lema de reivindicación local contra atropellos de malos funcionarios. Se presentaron variaciones regionales donde se decía «¡Viva la tierra, muera el mal gobierno!», «Viva el Rey, abajo el mal gobierno» o «Viva el Rey, fuera el mal gobierno».

## Significado
La arenga solía tener el propósito de asegurar el fidelismo de los alzados hacia la Monarquía Española, en tanto que la persona del Rey era percibida como una cabeza política legítima e imprescindible en la organización institucional de la sociedad política (no cuestionándose el sistema monárquico), pues era el máximo garante de justicia por su educación aristocrática en virtuosidad, y que como soberano tenía un deber de proteger el Pactismo (de deberes y servicios entre autoridad y súbdito) entre sus Vasallos. 
Por lo que se asumía simplemente que el Rey de España era inocente de que algunas regiones estuvieran en un período de Corrupción política, y que más bien la culpa era de funcionarios ineficientes del Rey, el mal gobierno, que no estaban cumpliendo con rectitud la voluntad del Monarca por cumplir los pactos de la Monarquía tradicional y su sustento moral en la Ley eterna y divina, por tanto, dichos funcionarios del mal gobierno estaban abusando de la confianza del rey y causando daño a su Majestad por perjudicar al Reino en el Derecho natural.
Sería aceptado implícitamente de manera general y consolidado desde el siglo XVI como un fenómeno masivo, en base al principio Tomista de Justicia distributiva que permitía el rechazo del mal gobierno siempre que se mantenga la finalidad de asegurar el Bien común, que exigía a su vez mantener la Legitimidad política (y con ello el rey también tenía la obligación de cumplir con sus juramentos al pueblo, o no habría Legitimidad de ejercicio de su autoridad).

"Conforme con una tradición nacional multisecular y la doctrina escolástica, el Estado castellano e indiano estaba integrado por dos elementos diferentes, aunque íntimamente ligados: la comunidad, pueblo o república y el rey o monarca que la gobierna y dirige. La institución real no era sino un oficio cuyo contenido era el mantenimiento de la justicia en bien de la comunidad. «El rey —decía una ley— se dice regente o regidor, y su proprio oficio es hacer juicio y justicia, porque de la celestial Magestad recibe el poderío temporal.» Pero si el origen último del Poder real estaba en Dios, el origen inmediato estaba en el pueblo. Los procuradores castellanos, dirigiéndose a Carlos V en las Cortes de Valladolid de 1518, le decían: «Queremos traer a la memoria de Vuestra Alteza, se acuerde que fue escojido e llamado por Rey, cuia interpretaciónes regir bien, y porque de otra manera non sería regir bien, masdesypar, e ansí non se podría decir nin llamar Rey, e el buen regires facer justicia, que es dar a cada uno lo que es suyo, e este tal es verdadero Rey... Pues, muy poderoso Sennor... ansí Vuestra Alteza lo deve hacer, pues en verdad nuestro mercenario es, e por esta causa, asaz sus súbditos le dan parte de sus frutos e ganancias suias e le sirven con sus personas todas las veces que son llamados. Pues mire Vuestra Alteza si es obligado por contrato callado a los tener e guardar justicia...». Este contrato callado o tácito era el que se formalizaba en el acto de jurar el rey guardar a sus pueblos y ser jurado por ellos. Réplica de este juramento, era el que todo nuevo virrey al llegar a visitar por vez primera una ciudad de su distrito había de prestar de que guardaría sus privilegios, libertades y ordenanzas antes de que ella le abriese sus puertas y le recibiese como representante de la persona real."
Alfonso García Gallo

## Uso

### En España
El "Viva el Rey" se habría estado usando desde tiempos inmemoriales en múltiples revueltas. Durante la Edad Media se destacaba para pedir la intervención del rey contra los Malos usos señoriales y otra clase de alteraciones al Statu quo en perjuicio del Siervo; mientras que en la Edad Moderna se destacó en el propósito de defender los Fueros locales que protegían las leyes y costumbres regionales de cada sociedad de los territorios integrantes de la Corona Española (agregándose y popularizándose el complemento de "muera el mal gobierno" para asegurar el Pluralismo jurídico y la Ley Moral que emanaba del Reino de Dios).

"En realidad, el espacio político y jurídico que pudiéramos llamar España, estaba conformado por reinos diferentes con sus propios reyes y sistemas administrativos, los que con el tiempo habían llevado adelante una unificación de las Coronas a través de los matrimonios entre las distintas familias reales. Sin embargo, aunque existiera una sola Corona, la diversidad de los reinos se mantenía, con sus propios fueros, con su derecho nacional. De manera que, al tomar posesión de América, la Corona de Castilla procede de forma semejante que en España para manejar la diversidad; y es así como reconoce dos grandes reinos: el de Nueva España (hoy México) y el de Nueva Castilla (hoy Perú). Y su primera reacción es gobernarlos en la misma forma plural como en España, es decir, integrando las costumbres y autoridades locales dentro de una perspectiva política mayor representada por la Corona de Castilla"
Fernando de Trazegnies, PLURALISMO JURÍDICO EN EL DERECHO INDIANO

Se usó en varios eventos históricos, por ejemplo:
- La ‘Revuelta Irmandiña’ de 1467 por la Irmandade Fusquenlla contra caballeros y clérigos acusados de abusos.[4]
- Las Germanías, apareciendo por primera vez el epíteto "Mori el mal govern" ("muera el mal gobierno" en Idioma catalán) en el Reino de Mallorca, como consecuencia del miedo a que Carlos I de España no respete las costumbres locales por ser un rey extranjero.[5]
- La ‘Sublevación de Cataluña’ de 1640-1652, en el marco de la Guerra franco-española (1635-1659), con el Corpus de Sangre.[6] Posteriormente se usaría contra los franceses en la Guerra de los Segadores.[7]
- Durante la Revuelta de Masaniello en el Reino de Nápoles (parte de la Italia española como Virreinato de Nápoles),[8] en su etapa moderada de 1647 como protestas reclamando por la subida de impuestos y las hambrunas por causa de la Guerra de los Treinta Años (luego se abandonaría en los partidarios de la República Napolitana).[9]
- El 'Motín de la Feria' de 1652 en Sevilla durante las Alteraciones andaluzas.[10][11]
- El Motín de Esquilache de 1766
- Durante el ‘Pronunciamiento de Riego’ (1820), el bando liberal uso una versión que arengaba ¡Viva el rey constitucional!, posteriormente con la ‘Guerra Realista’ (1822-1823) el bando reaccionario usaría una versión ¡Viva el rey! ¡Abajo la constitución y los liberales que la quieran!.[12]
- En la ‘Guerra de los Agraviados’ (1827) contra los Afrancesado y Masones de la Desamortización española.[5]

### En América
"Hasta la ultima mitad de siglo de gobierno español, las revueltas populares a gran escala eran algo desconocido en Hispanoamérica."
Anthony McFarlane. Rebellions in Late Colonial Spanish America: A Comparative Perspective

Tras consolidarse la Colonización española de América, se exportaría este lema entre los súbditos americanos, los cuales lo aplicarían para defender el Derecho indiano, sin cortar con los Habsburgos españoles, pues la figura del Rey era garante del cumplimiento de los pactos hechos entre las comunidades políticas americanas (representadas usualmente por Caciques y Encomenderos) y la Corona de Castilla. 

"En el siglo XVIII, con el gobierno de los Borbones en España, se produce en América, como también en España, una tendencia a la integración administrativa de las diferentes partes del Estado con miras a acentuar la unidad política. Esto va a llevar a una cierta desacreditación de los curacas rurales y a la pérdida de valor legal de las costumbres para dar preeminencia a las leyes de la Corona."
Fernando de Trazegnies, PLURALISMO JURÍDICO EN EL DERECHO INDIANO

Se empezaría a usar con mayor regularidad en los Virreinatos Americanos en el siglo XVIII, como reacción al descontento que provocaron ciertas Reformas borbónicas de corte Regalista en la Sociedad política indiana. En los criollos como expresión de rechazo a empoderar muchos peninsulares "extranjeros" en los puestos de poder para supervisarles; y de los indígenas como una expresión de desprecio por los "Gachupines" y criollos que no respetaban sus derechos como comunidad o las libertades de los nobles indios. Con el tiempo terminó expresando un rechazo general al Absolutismo español y sus tendencias centralistas propias del Regalismo español, exigiendo el pueblo que los Reyes españoles corrijan lo que consideraban era un atentado del estado central a su soberanía Corporativa, como también un lema anti-corrupción en los grupos rebeldes moderados (que no querían cortar con el Imperio español, si no que reformar las autoridades regionales, haciendo un llamado de justicia al Rey o el Virrey). Manteniendo la mayor parte del tiempo un carácter local. Usualmente las demandas americanas eran: abolición de monopolios comerciales, impuestos más bajos, reclamos contra el reglamento del comercio libre (debido a falta de protección frente a la competencia), expulsión de peninsulares corruptos que formen parte del aparato burocrático-administrativo, que se valoren los privilegios del clero y la Iglesia (junto a recorte de los impuestos eclesiásticos), el regreso de los Jesuitas tras su expulsión.

"Los indios en ningún momento adjuraron de las instituciones coloniales, antes bien, recurrían a sus vías protectoras judiciales. Lo que ponían en tela de juicio no era la estructura gubernativa sino a sus ejecutores y sus políticas interesadas y arbitrarias. En ese caso cabría entender la protesta dentro de aquellas que estallaron al lema de Viva el Rey y muera el mal gobierno"
Nuria Sala Vila. Mistis e indígenas: la lucha por el control de las comunidades indígenas en Lampa, Puno, a fines de la colonia

"Los dirigentes de masas del siglo XVIII no tenían una meta trazada; querían mejorar sus condiciones económicas, pero carecían del horizonte ideológico que les fijara rectamente el sitio a donde habían de llegar y los medios de que debían valerse para el caso. Querían mejor gobierno en Indias; menos impuestos e injusticias, pero todavía estaban obnubilados por la sombra del derecho divino de los reyes. 'Viva el rey, muera el mal gobierno' fue el lema constante"
Cardot, Carlos Felice. Rebeliones, motines y movimientos de masas en el siglo XVIII venezolano (1730-1781). Caracas, el libro menor. Academia Nacional de la Historia, 1977, p.24

Durante las Guerras de independencia hispanoamericanas, sería invocado por los rebeldes durante la estrategia de Máscara de Fernando VII, donde los líderes revolucionarios-liberales fingían lealtad para evitar ser declaradores traidores por sus objetivos verdaderos, así como para evitar no conseguir el apoyo popular de las masas (mayormente fidelistas), dándose una imagen de defensores de los derechos del rey Fernando VII de España contra José I Bonaparte, mientras se negaban a jurar lealtad al Consejo de Regencia de Cádiz con el discurso erróneo de que la Invasión francesa de España fue culpa del mal gobierno peninsular (acusándolos a todos los Españoles peninsulares de manera genérica como Afrancesados, para así polarizar a la población que ya estuviera descontenta con los peninsulares). Por otro lado, paradójicamente sería invocado posteriormente por la facción más conservadora de los patriotas, en especial los de tendencia Monarquista que solo buscaban mayor autonomía política sin arruinar las relaciones con España o el Sistema señorial (a través de que Fernando VII los eleve a reinos con su propia Constitución política, o incluso lograr ser reinos independientes en Unión personal con la persona del Rey de España, o alguno de sus infantes hermanos, en vez del estatus de Unión dinástica de los Reinos de Indias con la Corona de Castilla a la que estaban sujetos a nivel institucional). 

"Hasta la primera mitad del siglo XVIII, la mayor parte de los movimientos contestatarios que se producían en las colonias hispanoamericanas, tendían más bien a modificar ciertas circunstancias de su contexto particular: abolición de alguna ley, reducción de los impuestos o destitución de un gobernador. La expresión “Viva el Rey, abajo el mal gobierno” sintetizaba esa actitud. Esto marca una diferencia fundamental respecto a la posición que comienzan a adoptar Miranda y otros americanos, tales como Nariño, Vargas, Espejo, Gual, España, etc."
Bohórquez, C. (2001), Francisco de Miranda. Precursor de las independencias de la América Latina. Caracas & Maracaibo: Universidad Católica Andrés Bello / Universidad del Zulia.

Por otra parte, antes de la Restauración absolutista, una facción liberal del Ejército realista también la invocarían con el objetivo paradójico de exigir que se cumpla la Constitución de Cádiz, puesto que por un tiempo se presentaron rumores de que en realidad Fernando VII había fallecido, o estaba prisionero (en ambos casos se asumía erróneamente que el Rey defendía las reformas gaditanas), y que los Virreinatos no acataban las reformas que los elevaban a Diputación provincial por culpa de un mal gobierno. A su vez, los realistas de corte Absolutista la invocaron para combatir a las autoridades coloniales (que consideraban infiltrados de los liberales españoles de las Cortes de Cádiz) que con jurar a la Constitución estarían atentando contra las libertades del Rey. Finalmente, durante el Trienio Liberal, una facción Tradicionalista se solidarizaría con la causa de las Partidas realistas (sobre todo los Apostólicos y proto-Carlistas) e invocarían la frase para defender una Reacción Contrarrevolucionaria a las autoridades liberales del mal gobierno que atentaban contra la religión, el rey y la nación con sus ideas Ilustradas (ello incluía también a los absolutistas por ser partidarios de las innovaciones del Despotismo ilustrado, como su Regalismo).

#### En el Perú
Fue usada en varias protestas y rebeliones del siglo XVIII en el Virreinato del Perú, que usualmente mantenían una tendencia fidelista. La única excepción fue la etapa radical de la Rebelión de Túpac Amaru II (pues inicialmente en su fase moderada si la invoco).
Posteriormente fue usada por los independentistas en las primeras etapas de la Independencia del Perú con la Insurrección de Tacna de 1811, Rebelión de Huánuco de 1812, Rebelión de Tacna de 1813, Rebelión del Cuzco de 1814, etc que usualmente estaban en línea con la moderación inicial de los rebeldes argentinos. Otros tantos porque solo exigían el cumplimiento de la Constitución de Cádiz.  Posteriormente, en la fase inicial del Protectorado de San Martín se invoco por los conservadores monarquistas peruanos (aunque se abandono tras el fracaso de las Conferencias de Punchauca con el Virrey del Perú, José de la Serna). También fue usada por los realistas divididos durante la Rebelión de Olañeta, donde ambas partes se acusaban mutuamente de liberal (mayormente a La Serna) o absolutista (mayormente a Pedro Antonio Olañeta) y que atentaban contra los derechos del rey y el buen gobierno de la Monarquía Católica.
La última vez que se invoco fue en la República de Iquicha en la Guerra de Iquicha (1825-1828) por parte de Antonio Huachaca y los iquichanos con el lema "Viva el Rey, muera la Patria y sus Satélites" contra lo que consideraba el mal gobierno de los anticristos republicanos.

#### En México
Fue invocado durante el Motín de 1692 en la Ciudad de México.
Durante el Grito de Dolores, que inicio la Guerra de Independencia de México, varios testigos adujeron que el prócer Miguel Hidalgo y Costilla invoco la frase, aunque se presentan distintas versiones de lo ocurrido, en donde se incluirían otras frases en su arenga, como "Viva la Religión", " Viva la América", "Viva la Virgen de Guadalupe", "Viva Fernando VII", "Mueran los gachupines", etc que expresan el contexto regional y sus particularidades ideológicas del personaje.

#### En Argentina
Se invoco durante una revuelta en 1724 en la localidad de Salta por parte de indígenas, mestizos y criollos pobres.
Fue usada en la Revolución de Mayo por la Primera Junta y solo en 1816 dejó de invocarse cuando se declaró la independencia total con la instauración de las Provincias Unidas del Río de la Plata. Posteriormente Juan José Castelli predicaría con el lema en los pueblos andinos para intentar sublevarlos, pues era de conocimiento común entre los campesinos indígenas del Ande.

#### En Chile
Durante un Cabildo abierto del 20 de febrero de 1655, para justificar la destitución del gobernador de la Capitanía general de Chile, Antonio de Acuña y Cabrera, debido a una situación de Anarquía y peligro de invasión mapuche por la Guerra de Arauco. Sería una expresión del conflicto de poderes entre agentes del Rey (representado por sus gobernadores, virreyes y reales audiencias) y los Cabildos coloniales.
Fue usada por los realistas durante el Motín de Figueroa con la modificación de «¡viva el Rey!, ¡muera la Junta!». Posteriormente tras la Reconquista, con el objetivo de consagrar la Restauración en América contra el mal gobierno de la Patria Vieja.

#### En Bolivia
Durante el siglo XVIII, se usó la arenga “¡Viva el Rey, y mueran los tiranos codiciosos de España” durante la Rebelión de Cochabamba de fines de 1730 por Alejo Calatayud, oponiéndose al intento de incluir a los mestizos en la tasa de tributarios.
Más adelante se usó durante la Revolución de Chuquisaca, que inició la guerra de la Independencia de Bolivia, por malentendidos iniciados porque José Manuel de Goyeneche tuvo conversaciones en Brasil con Carlota Joaquina de Borbón (infanta de España y consorte del Rey de Portugal) y se creyó que se avecinaba un mal gobierno con la anexión al Reino Unido de Portugal, Brasil y Algarbes.

#### En Ecuador
Solía ser invocado por la Real Audiencia de Quito para fundamentar cuestiones administrativas. En la Revolución de los Estancos también se lo invocó, mientras se expuso un gran cuadro de Carlos III lleno de adornos iluminados, buscando abolir los impuestos de los estancos del tabaco y el aguardiente.

#### En Guatemala
Se invocó en el Levantamiento indígena de Totonicapán de 1820 por los Mayas K'iche', para protestar contra los criollos que les obligaban pagar impuestos abolidos en 1811 por las Cortes de Cádiz.

#### En Colombia
Se usó durante la Rebelión de los comuneros de Nueva Granada de 1781 (por Manuela Beltrán), en contra un aumento de los impuestos que consideraban injusto los pobladores por hacerles pagar la Armada de Barlovento. Posteriormente los Negros y Mulato la invocarían para luchar contra los esclavistas blancos.

#### En Venezuela
Se invocó durante la insurrección del comerciante Canario, Juan Francisco de León, en 1749 contra la Compañía Guipuzcoana. Luego por los Comuneros de Los Andes de 1781 (por Juan José García de Hevia), en contra del monopolio comercial de la Real Compañía Guipuzcoana.
Más adelante se lo usaría durante el Cabildo abierto del 19 de abril de 1810 (Junta Suprema de Caracas) de la Primera República de Venezuela.

#### En Paraguay
Se usó en la Primera Revolución comunera de Paraguay de 1544 en defensa de una Real Cédula que permitía que el cabildo sea elegido por los pobladores Encomenderoa.Posteriormente en la Revolución comunera de 1721-1735, ambos bandos la invocarían con la intervención de Bruno Mauricio de Zabala.

#### En Cuba
Se invocó durante la Sublevación de los vegueros de La Habana de 1723 en oposición a la Ley del Estanco del Tabaco promulgado en 1717.

#### En República Dominicana
Fue usado por el movimiento rebelde presente en Santiago de los Caballeros entre 1718 y 1723, la Rebelión de los Capitanes en protesta de la Capitanía General de Santo Domingo contra el Monopolio comercial español.

## Legado

### En España
Tuvo impacto cultural durante el Siglo de oro español, estando presente en la trama de la obra de Fuenteovejuna por Lope de Vega, en el que los pobladores se rebelan a su Comendador por no respetar los fueros, logrando la intervención de los Reyes Católicos a su favor.
El himno catalán, Els Segadors, habría tenido influencia de los lemas del Corpus de Sangre que emanaban de esta arenga.

### En Hispanoamérica
Antropólogos han considerado que está consigna aún tiene impacto inconsciente entre los movimientos de los indígenas por reclamos políticos, como en los Mayas contemporáneos de Guatemala y México, sobre todo para lograr su objetivo de restaurar el equilibrio entre el gobierno y los pueblos sin faltar el respeto a las instituciones gobernantes De facto.
Actualmente hay analistas políticos que creen que dicha fórmula se sigue practicando bajo otros medios más deformes, ideologizados y caudillescos en los actuales países de Latinoamérica. En donde, a ausencia de la figura del Rey, se presentan comportamientos involuntarios de "Viva el Presidente, fuera el mal gobierno" en las masas modernas y sus actitudes partidistas en Democracia liberal. Sin embargo, ya no tanto con su espíritu original de luchar contra la corrupción, sino más bien para idealizar líderes Populistas en el poder, bajo el discurso de que los males de su gobierno no son por causa de su presidencia, si no del resto de burócratas que impedirían las aparentes buenas intenciones de los gobernantes (lo cual serviría para encubrir o ignorar los problemas del gobierno por parte de sus seguidores, manteniendo una constante buena propaganda a través de Manipulación de masas con las sentimentalidades e impulsividades del pueblo). Entre algunas figuras acusadas de representar este fenómeno estarían Gustavo Petro.